# Purpurowa róża z Kairu
Purpurowa róża z Kairu (tytuł oryginału: The Purple Rose of Cairo) – amerykańska komedia romantyczna z 1985 roku w reżyserii Woody’ego Allena. Film został zainspirowany wczesnymi amerykańskimi komediami Sherlock, Jr. i Hellzapoppin oraz sztuką Luigiego Pirandello „Sześć postaci w poszukiwaniu autora”.
Film kręcono przede wszystkim w Bertrand Island Amusement Park w Bertrand Island, a także w South Amboy w stanie New Jersey.

## Opis fabuły
Akcja filmu toczy się w latach 30. XX wieku w New Jersey. Jego główną bohaterką jest kelnerka Cecylia (Mia Farrow). Szukając ucieczki od problemów małżeńskich i szarego życia, często odwiedza ona miejscowe kino. W trakcie jednego z seansów drugoplanowy bohater filmu (także o nazwie Purpurowa róża z Kairu), Tom Baxter (Jeff Daniels), opuszcza ekran i wyznaje jej miłość. Cecylia jest nim zauroczona, mimo tego, iż nie jest on prawdziwy i nic nie wie o prawdziwym życiu. Tymczasem producenci filmu i odtwórca roli Baxtera, Gil Shepherd, próbują opanować sytuację i nakłonić postać do powrotu na ekran.